# 빅 소토
빅 소토(Vic Sotto, 1954년 4월 28일 ~ )는 필리핀의 배우, 희극인, 방송인이다.

## 출연 작품
- 마이 빅 보싱 (2014)
- 마이 리틀 보싱스 (2013)
- 러브 온 라인 (2009)